# 高帆
高帆（1922年—2004年），男，浙江萧山人，中华人民共和国摄影家、画报专家，中国摄影家协会原主席、名誉主席。妻子是摄影家牛畏予。